# Lucas Da Cunha
Lucas Da Cunha (Roanne, 9 giugno 2001) è un calciatore francese di origini portoghesi, attaccante o centrocampista del Como.

## Caratteristiche tecniche
È un'ala sinistra, mancino, rapido e abile nell'uno contro uno, buon crossatore, possiede un discreto tiro dalla distanza ed è abile nei calci piazzati . Se la cava benissimo anche da centrocampista centrale, ruolo che il tecnico Cesc Fabregas gli ha affidato durante la stagione 2024-25 nel Como, a seguito degli infortuni dei compagni Sergi Roberto e Perrone.

## Carriera

### Gli inizi al Rennes, il Nizza e il prestito al Losanna
Cresciuto nel settore giovanile del Rennes, debutta in prima squadra il 28 novembre 2019 in occasione dell'incontro della fase a gironi di Europa League perso 3-1 contro il Celtic; il 4 febbraio seguente esordisce anche in Ligue 1 nella trasferta persa 1-0 contro il Lilla.
Il 30 settembre 2020 si trasferisce a titolo definitivo al Nizza, che lo gira contestualmente in prestito al Losanna per tutta la durata della stagione.
Il 3 ottobre 2020 debutta con gli svizzeri in occasione del match contro lo Zurigo, vinto 4-0.  Il primo gol con il Losanna arriva il 3 marzo 2021 contro il Vaduz siglando il gol del definitivo 3-0.  La prima doppietta invece arriva un mese dopo, nel match contro il Lucerna, vinto 2-1. 

### Il ritorno al Nizza e il prestito al Clermont
Terminato il prestito al Losanna, Da Cunha ritorna al Nizza. L'8 agosto 2021 debutta in Ligue 1 con i rossoneri nel match contro il Stade Reims, finito 0-0.  Dopo una prima parte di stagione non convincente, il 17 gennaio 2022, Da Cunha si trasferisce al Clermont Foot in prestito secco fino al termine della stagione. Il 23 gennaio 2022 all'esordio col club, segna il gol del momentaneo 1-1 nel match di campionato contro il Rennes, poi vinto 2-1.
Terminato il prestito, fa ritorno al Nizza e finisce fuori rosa poiché non rientrante nei piani dell'allenatore Lucien Favre.

### Como
Il 16 gennaio 2023 viene acquistato dal Como, firmando un contratto di durata triennale. Il 4 febbraio 2023 debutta con i lariani in occasione del match contro il Frosinone, perso 2-0.  Il 1 aprile 2023 sigla il suo primo gol con il Como nel match di campionato contro il Venezia, poi perso 3-2. 
Il primo gol nella stagione successiva arriva il 25 novembre 2023 contro la Feralpisalò nel match vinto 2-1. Il 13 gennaio 2024 sigla la sua prima doppietta con i lariani contro lo Spezia, match vinto 4-0.  Nella stessa stagione riesce a contribuire alla promozione in Serie A aiutando il Como a classificarsi in seconda posizione nel campionato di Serie B. 
La stagione successiva non inizia nel migliore dei modi per Da Cunha e compagni a seguito dell'eliminazione in Coppa Italia contro la Sampdoria ai rigori nel match disputatosi l'11 agosto 2024.  Il 19 agosto 2024 esordisce in Serie A con i lariani in occasione della sonora sconfitta per 3-0 in casa della Juventus, valido per la prima giornata di campionato. Il 7 novembre segna la sua prima rete nella massima serie, quella del momentaneo vantaggio in casa del Genoa, partita poi finita sull'1-1. 
Nel corso della Stagione 2024-25 viene adattato dal tecnico Fàbregas al ruolo di mezzala in un 4-3-3. Questo porta Da Cunha in un ruolo di maggiore copertura difensiva, ma con la possibilità di sfruttare al meglio le sue doti al tiro negli inserimenti. 
La scelta si rivela positiva, e Da Cunha mette a segno altre due reti contro Roma e Milan.

## Statistiche

### Presenze e reti nei club
Statistiche aggiornate al 16 agosto 2025.
| Stagione        | Squadra         | Campionato      | Campionato | Campionato | Coppe nazionali | Coppe nazionali | Coppe nazionali | Coppe continentali | Coppe continentali | Coppe continentali | Altre coppe | Altre coppe | Altre coppe | Totale | Totale | Totale |
| Stagione        | Squadra         | Comp            | Pres       | Reti       | Comp            | Pres            | Reti            | Comp               | Pres               | Reti               | Comp        | Pres        | Reti        | Pres   | Reti   |        |
| --------------- | --------------- | --------------- | ---------- | ---------- | --------------- | --------------- | --------------- | ------------------ | ------------------ | ------------------ | ----------- | ----------- | ----------- | ------ | ------ | ------ |
| 2017-2018       | Rennes 2        | N2              | 2          | 0          | -               | -               | -               | -                  | -                  | -                  | -           | -           | -           | 2      | 0      |        |
| 2018-2019       | Rennes 2        | N3              | 9          | 1          | -               | -               | -               | -                  | -                  | -                  | -           | -           | -           | 9      | 1      |        |
| 2019-2020       | Rennes 2        | N3              | 7          | 3          | -               | -               | -               | -                  | -                  | -                  | -           | -           | -           | 7      | 3      |        |
| 2019-2020       | Rennes          | L1              | 2          | 0          | CF+CdL          | 0+1             | 0               | UEL                | 2                  | 0                  | -           | -           | -           | 5      | 0      |        |
| ago.-set. 2020  | Rennes 2        | N3              | 1          | 0          | -               | -               | -               | -                  | -                  | -                  | -           | -           | -           | 1      | 0      |        |
| Totale Rennes 2 | Totale Rennes 2 | Totale Rennes 2 | 19         | 4          |                 | -               | -               |                    | -                  | -                  |             | -           | -           | 19     | 4      |        |
| ott. 2020-2021  | Losanna         | ASL             | 27         | 6          | CS              | 1               | 0               | -                  | -                  | -                  | -           | -           | -           | 28     | 6      |        |
| 2021-gen. 2022  | Nizza           | L1              | 10         | 0          | CF              | 1               | 0               | -                  | -                  | -                  | -           | -           | -           | 11     | 0      |        |
| gen.-giu.2022   | Clermont Foot   | L1              | 15         | 2          | CF              | -               | -               | -                  | -                  | -                  | -           | -           | -           | 15     | 2      |        |
| 2022-gen. 2023  | Nizza           | L1              | -          | -          | CF              | -               | -               | UECL               | -                  | -                  | -           | -           | -           | 0      | 0      |        |
| Totale Nizza    | Totale Nizza    | Totale Nizza    | 10         | 0          |                 | 1               | 0               |                    | 0                  | 0                  |             | -           | -           | 11     | 0      |        |
| gen.-giu. 2023  | Como            | B               | 14         | 2          | CI              | -               | -               | -                  | -                  | -                  | -           | -           | -           | 14     | 2      |        |
| 2023-2024       | Como            | B               | 35         | 7          | CI              | 1               | 0               | -                  | -                  | -                  | -           | -           | -           | 36     | 7      |        |
| 2024-2025       | Como            | A               | 36         | 3          | CI              | 1               | 0               | -                  | -                  | -                  | -           | -           | -           | 37     | 3      |        |
| 2025-2026       | Como            | A               | 0          | 0          | CI              | 1               | 1               | -                  | -                  | -                  | -           | -           | -           | 1      | 1      |        |
| Totale Como     | Totale Como     | Totale Como     | 85         | 12         |                 | 3               | 1               |                    | -                  | -                  |             | -           | -           | 88     | 13     |        |
| Totale carriera | Totale carriera | Totale carriera | 158        | 24         |                 | 6               | 1               |                    | 2                  | 0                  |             | -           | -           | 166    | 25     |        |